# Narosodes metatroga
Narosodes metatroga är en fjärilsart som beskrevs av George Francis Hampson 1918. Narosodes metatroga ingår i släktet Narosodes och familjen björnspinnare. Inga underarter finns listade i Catalogue of Life.